# Velké Losiny
Velké Losiny (en allemand : Groß Ullersdorf) est une commune du district de Šumperk, dans la région d'Olomouc, en Tchéquie. Sa population s'élevait à 2 527 habitants en 2023.

## Géographie
Velké Losiny se trouve à 8 km au nord-est de Šumperk, à 52 km au nord-nord-ouest d'Olomouc et à 187 km à l'est de Prague.
La commune est limitée par Jindřichov au nord, par Loučná nad Desnou au nord-est, par Vernířovice à l'est, par Sobotín et Rapotín au sud, et par Rejchartice, Kopřivná et Hanušovice à l'ouest.

## Histoire
La première mention écrite de la localité date de 1296.
Après la guerre de Trente Ans, le château fut le théâtre des fameux procès de sorcellerie de Velké Losiny (de), dirigés par le juge de l'inquisition Heinrich Franz Boblig von Edelstadt et au cours desquels de nombreuses personnes furent tuées.

## Patrimoine
- Le château de Velké Losiny

Construit entre 1581 et 1589 sur le site d'une ancienne forteresse médiévale, le château de Velké Losiny et ses domaines demeurèrent la possession de l'ancienne dynastie morave des Zierotin pendant plus de 300 ans. Le château se compose de trois ailes donnant sur la cour avec trois étages de galeries d'arcade ; il est couronné par une étroite tour octogonale. À la fin du XVIIIe siècle, les bâtiments de la Renaissance furent augmentés de trois nouvelles ailes de style baroque, également en arcades, auxquelles fut ajouté un jardin de style baroque décoré de petites structures romantiques et de statues.

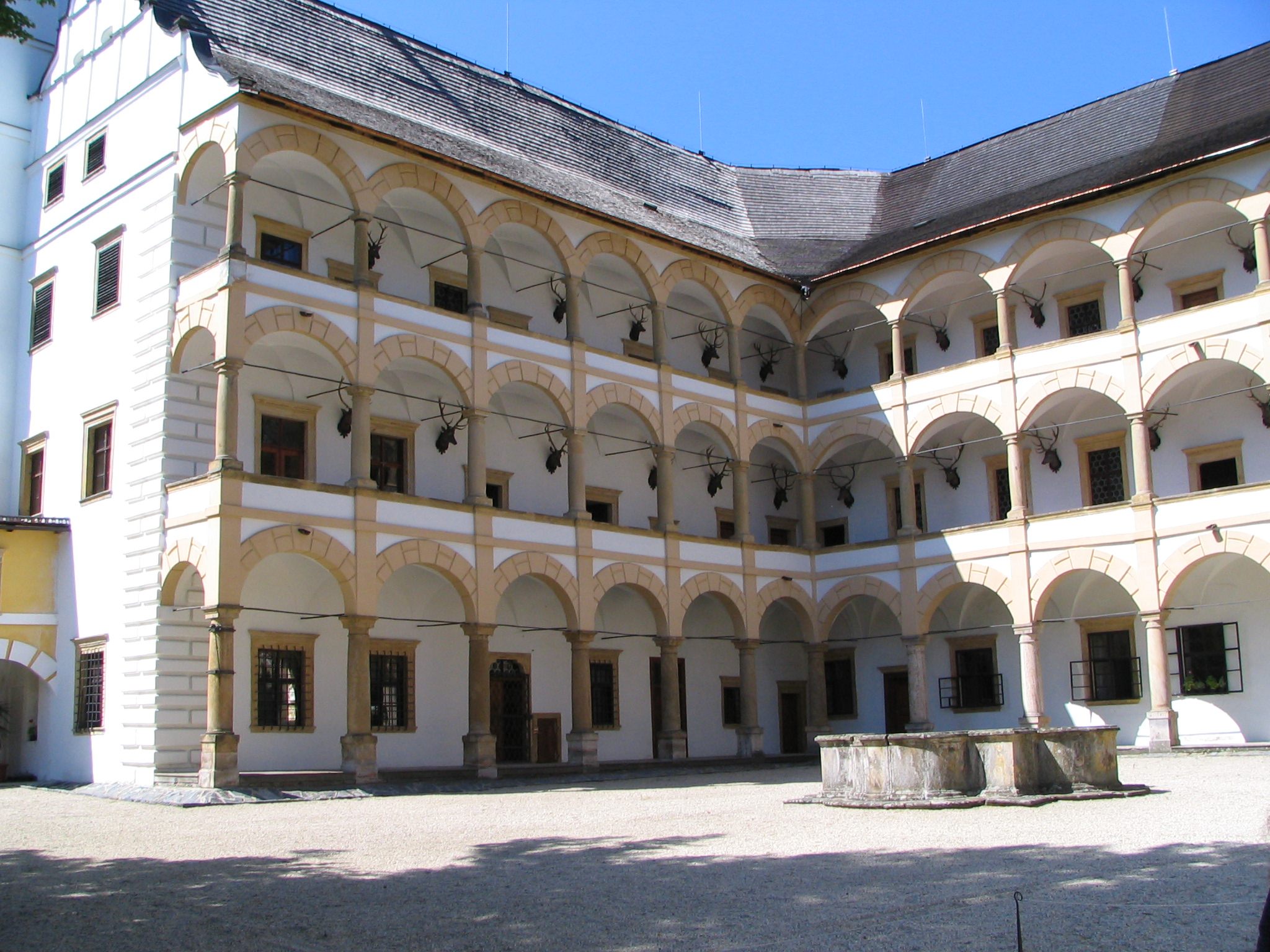
Les arcades donnant sur la cour.
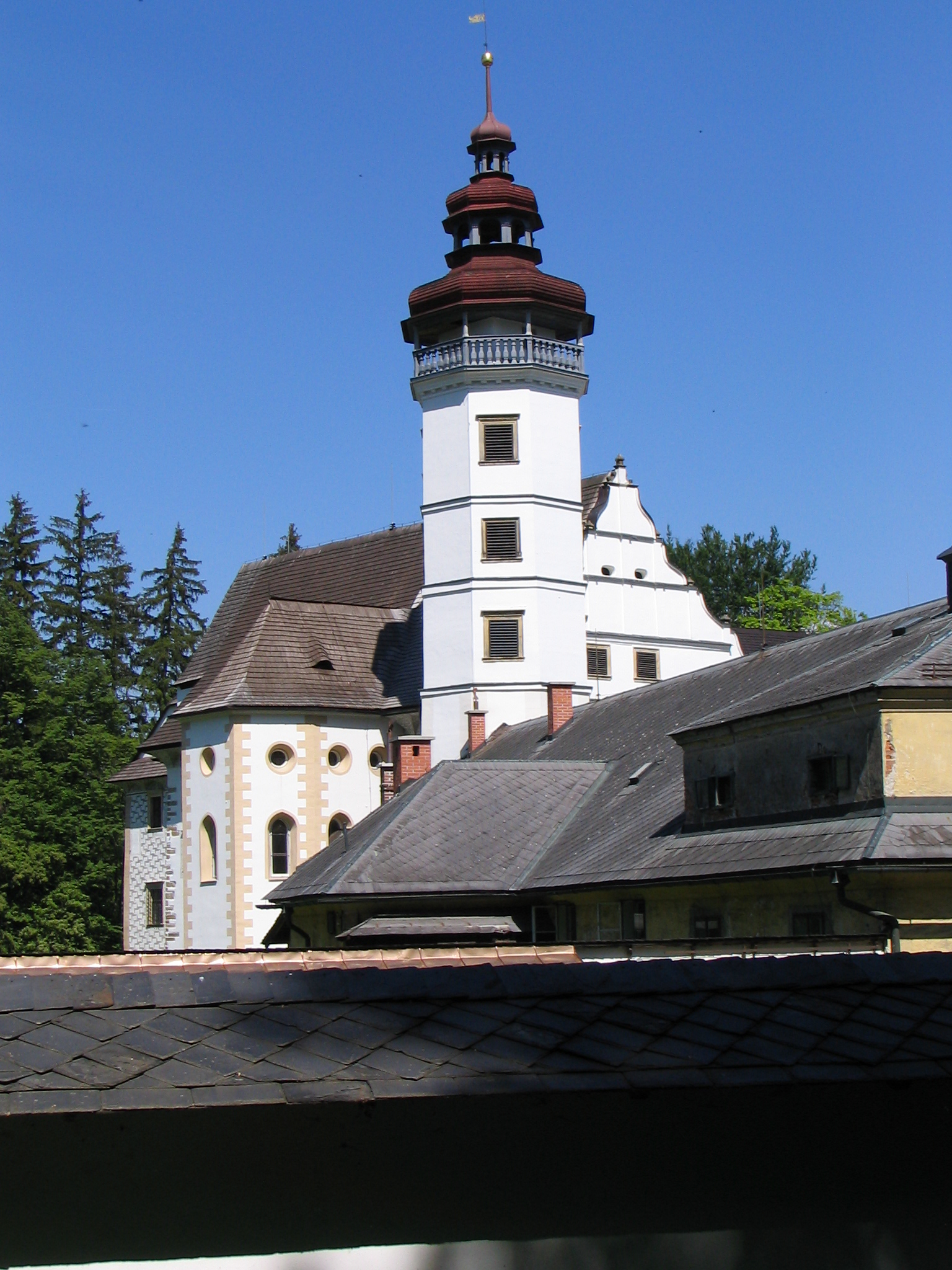
La tour octogonale.
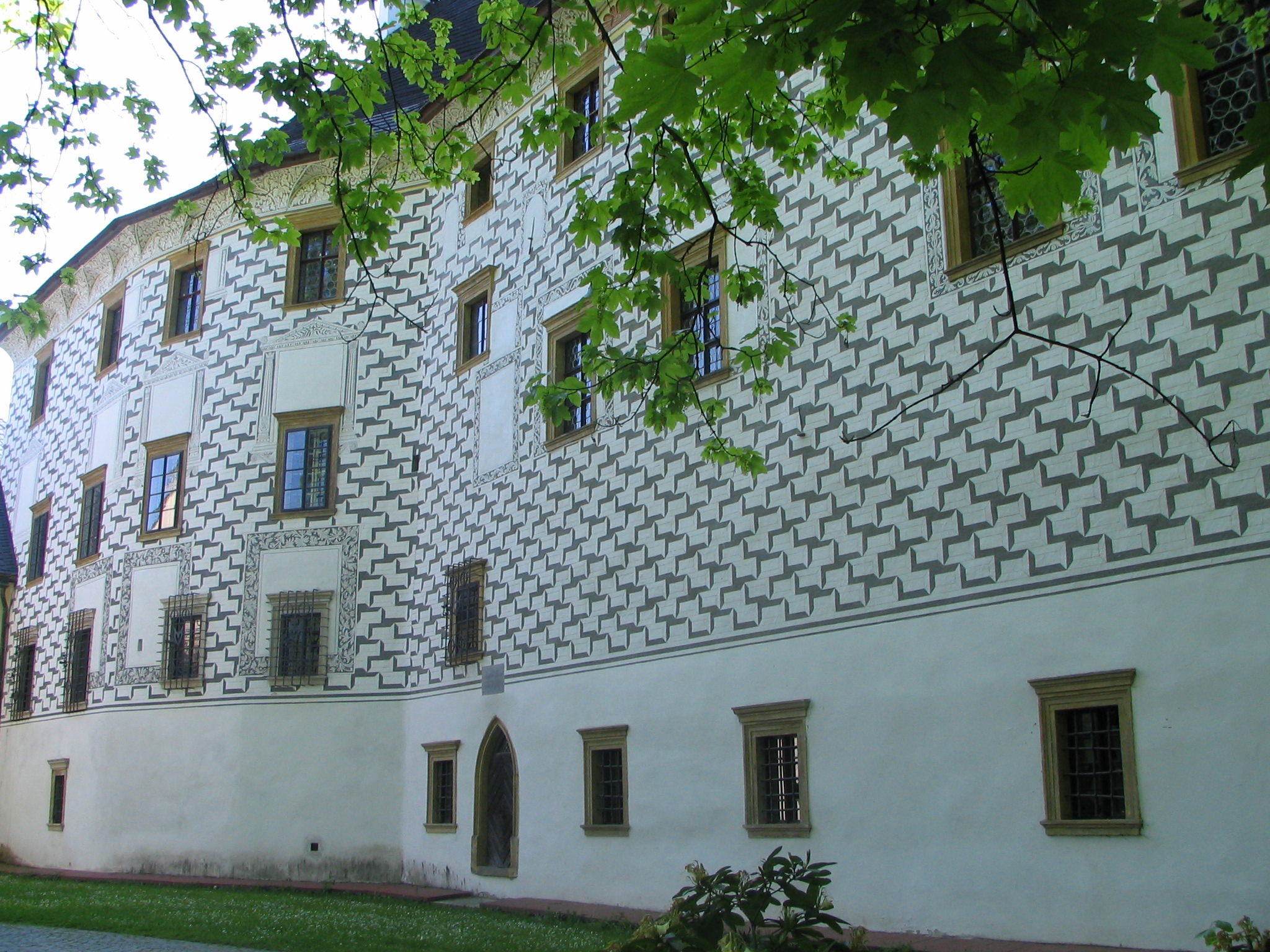
La partie baroque du château.

L'intérieur de style Renaissance du château figure parmi les plus remarquables de la Tchéquie, particulièrement la salle de banquet avec son plafond lambrissé. Une galerie abrite une remarquable collection de tableaux italiens, hollandais et flamands des XVIIe et XVIIIe siècles. Il possède enfin une collection d'armes à feu fabriquées par des maîtres armuriers du XVIIe au XIXe siècle.
- La station thermale

Une petite station thermale existe à Velké Losiny depuis le XVIe siècle. Les bâtiments abritant les bains sont aujourd'hui situés dans un parc créé en 1861, qui contient des arbres rares, des rhododendrons et des azalées. Les eaux traitent les troubles de la mobilité et les problèmes respiratoires des enfants. Le processus de guérison bénéficie d'un environnement agréable et de l'air pur.
- La papeterie

Les Zierotin établirent une fabrique de papier à Velké Losiny dans les années 1590. Le papier très recherché était utilisé par la noblesse d'Europe centrale et les gouvernements depuis des siècles. C'est la plus ancienne usine de papier d'Europe centrale et son activité est ininterrompue depuis sa création. Le papier est toujours fait à la manière traditionnelle, c'est-à-dire à la main. Aujourd'hui, l'usine abrite un musée qui présente l'histoire de la fabrication du papier, depuis les techniques traditionnelles jusqu'aux technologies industrielles modernes.

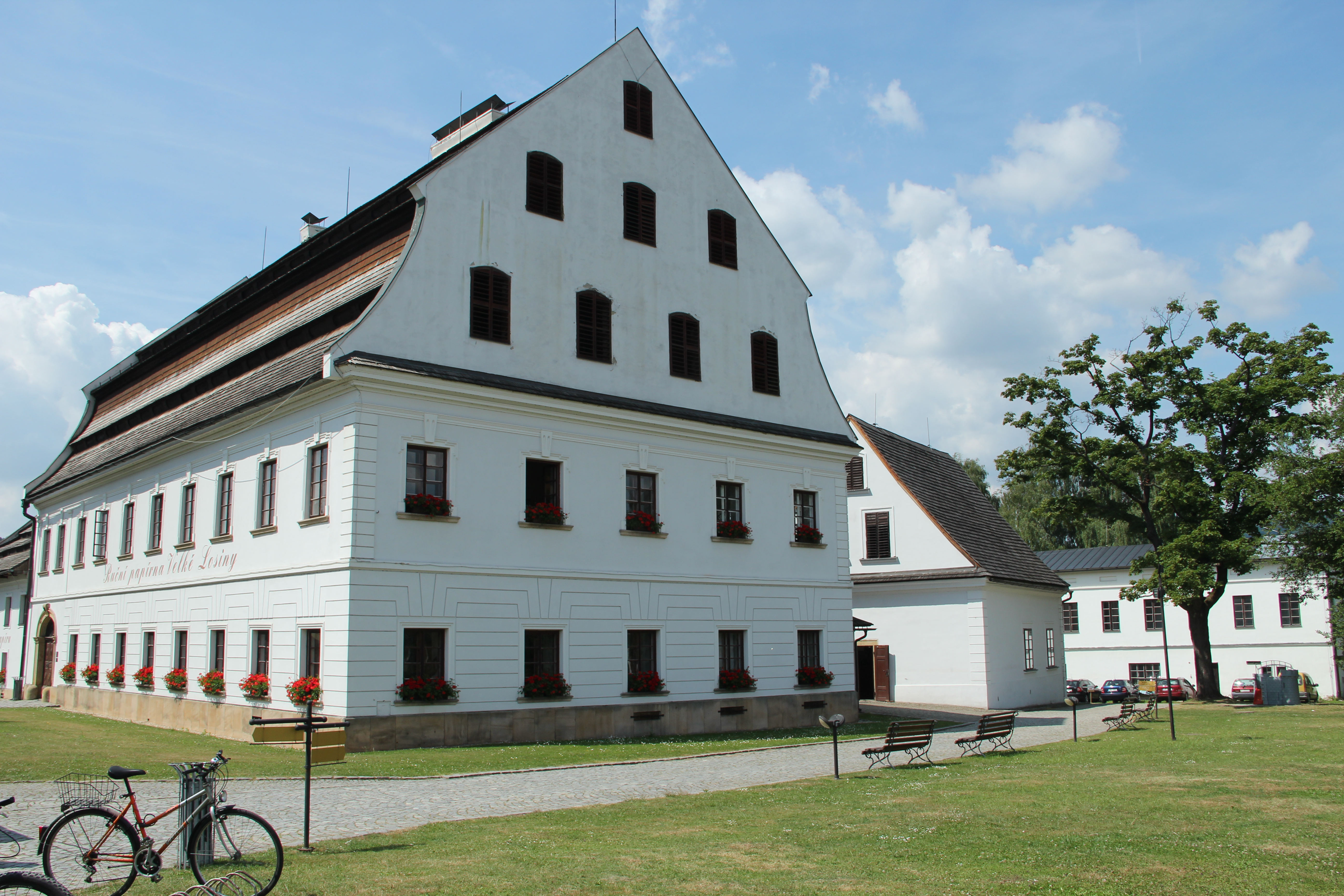
La papeterie de Velké Losiny.

## Transports
Par la route, Velké Losiny se trouve à 11 km de Šumperk, à 62 km d'Olomouc et à 225 km de Prague.